# جنسي
في علم الأحياء، يوصف الكائن الذي يحتاج لغرض التكاثر كائنين مختلفين في الصفات الجنسية بأنها جنسي، وهي صفة مخالفة لصفة اللاجنسي. يسمح التكاثر الجنسي بالخلط الوراثي أو الجيني.
تعد أغلب الكائنات التي نشاهدها، وبضمنها الإنسان، كائنات جنسية.